# Dippach (Luksemburg)
Dippach (lb. Dippech) − miejscowość i gmina (gemeng / commune / Gemeinde) w południowo-zachodnim Luksemburgu, w kantonie Capellen. Do 3 października 2015 gmina leżała w dystrykcie Luksemburg. Siedziba administracyjna gminy znajduje się w miejscowości Schouweiler.

## Podział administracyjny
Do gminy należy siedem miejscowości, w tym cztery (Uertschaft) oraz trzy lieu-dit:
1. Bettange-sur-Mess (Betten op der Mess / Bettingen-Mess)
2. Dippach (Dippech)
3. Dippach-Barrière (Dippech-Barrière), lieu-dit
4. Dippach-Gare (Dippecher Gare / Dippach-Bahnhof), lieu-dit
5. Lëftgermillen (Löftgermühle), lieu-dit
6. Schouweiler (Schuller / Schuweiler)
7. Sprinkange (Sprénkeng / Sprinkingen)